# Jan Šmikouský ze Žďáru
Jan Šmikouský ze Žďáru (asi závěr 14. století – po roce 1442) byl český šlechtic, vojenský hejtman a válečník z rodu Žďárských ze Žďáru. Proslul zejména jako účastník bojů husitských válek proti husitům, následně se pak stal husitským hejtmanem a působil mj. v Horních Uhrách.

## Život
Byl majitelem drobného (již zaniklého) statku a tvrze Šmikousy u Jesenice na Rakovnicku, kde se patrně také narodil. Přídomek tedy nebyl odvozen ze zranění, jak se dříve někteří badatelé domnívali.
V době husitských občanských válek byl dlouho na královské katolické straně. Po boku pánů Habarta z Aldaru a na Týřově, Fridricha z Donína a 154 jezdci svedl 23. dubna 1429 tzv. bitvu u Zbraslavi/Modřan, kdy tento oddíl na brodu přes Vltavu přepadl voj novoměstských pražanů. Před úplnou porážkou novoměstské zachránily posily staroměstských pražanů, ale i tak získali katolíci tučné výkupné. 
V první polovině třicátých let se stal vojenským hejtmanem druhé – husitské strany. Husité jej zlákali do svých služeb pro jeho vojenské schopnosti, což mj. prokázal jako velitel posádky významného kolovratského hradu Libštejna při obléhání husity v létě roku 1430. Posléze se, i na základě dohody po ukončení obléhání Libštejna, pak stal jedním z vojenských představených radikálního křídla husitů – tzv. sirotků, s nimiž vytáhl do Slezska a do Uher. Tam několik let do podzimu roku 1434 spravoval husitské město Topoľčany. Na Slovensku se stal jedním z postrachů nejen uherské šlechty. Po vyplacení určité částky od císaře Zikmunda se navrátil do Čech, kde opět přešel pragmaticky na stranu císaře a po jeho smrti roku 1437 do služeb jeho zetě krále Albrechta Rakouského. V té době bojoval za zájmy jejich dynastií.
Poslední přímé zmínky o Janovi Šmikouském jsou z počátku čtyřicátých let patnáctého století, kdy byl jednou z vojenských opor královny-vdovy Alžběty Lucemburské, v jejíchž službách bojoval v Uhrách za dosazení legitimního krále Ladislava Pohrobka na trůn. 
Zemřel někdy mezi lety 1442 až 1450.

### Rodina
Jeho syn Jindřich Šmikouský ze Žďáru se stal vojevůdcem hornouherských bratříků. Kolem roku 1461 nechal postavit dobře opevněný tábor ve Velkých Kostoľanech u Piešťan. Zde byla v roce 1467 svedena rozhodující bitva, znamenající definitivní zánik bratříků na Slovensku. Jindřich však zemřel již roku 1465, kdy byl na jedné své výpravě zastřelen v Berchstoldorfu ve Štýrsku.
Janovými dalšími potomky – vnukem Stanislavem a Janem – se rod rozštěpil na dvě hlavní linie: na linii nekatolickou, tzv. všetatskou, která dodnes existuje v Německu pod jménem Sahrer von Sahr von Schönberg a na linii středočeskou – kladenskou neboli katolickou, která byla nejvýznamnější.